# 那須烏山銃撃事件
那須烏山銃撃事件（なすからすやまじゅうげきじけん）は、2009年6月15日に栃木県那須烏山市で発生した元暴力団員同士の抗争事件。

## 概要
元暴力団員のグループ同士が金銭トラブルなどを端に対立。2009年6月15日に抗争へ発展した。抗争は、午後1時半という白昼に、住宅地で双方が拳銃を発砲する市街戦へ発展。銃撃戦自体で死亡者は生じなかったが、重傷を負った構成員1名は、対立グループ側の自動車のトランクに押し込められ拉致、行方不明となった。
栃木県警察は、双方のグループを捜査。同年7月に銃刀法違反や凶器準備集合罪で逮捕。行方不明のままになっていた構成員の行方を追った結果、同年8月25日、茨城県城里町の山林から頭部と腕などの遺体の一部が、翌日には大子町の山林から胴体部分が発見。襲撃側のグループの容疑者らを殺人罪、死体損壊罪、死体遺棄の罪などで再逮捕している。